# Pristava pri Šentjerneju
Pristava pri Šentjerneju je naselje v Občini Šentjernej.